# لواء الطيبة
لواء الطيبة أحد الألوية التابعة لمحافظة إربد، شمال الأردن. والذي كان سابقاً يتبع ناحية الوسطية .
يضم لواء الطيبة القرى التابعة له إداريًا، وهي الطيبة مركز اللواء، وصما، ودير السعنة، ومخربا ومندح، وزبدا وأبسر أبو علي.

## الموقع الجغرافي
يقع لواء الطيبة في الوسط بين لواء الكورة ولواء الوسطية والأغوار الشمالية وبلدية غرب إربد.